# Chlorophytum neghellense
Chlorophytum neghellense là một loài thực vật có hoa trong họ Măng tây. Loài này được Cufod. mô tả khoa học đầu tiên năm 1939.